# Schnelle Havel (Naturschutzgebiet)
Schnelle Havel ist ein deutsches Naturschutzgebiet und liegt auf dem Gebiet der Landkreise Barnim und Oberhavel in Brandenburg.
Das Gebiet wurde mit Verordnung vom 28. Oktober 2014 unter Naturschutz gestellt. Das rund 2463 ha große Naturschutzgebiet, durch das die Schnelle Havel fließt, erstreckt sich zwischen der Kernstadt von Zehdenick im Norden und der Kernstadt von Oranienburg im Süden. Am nördlichen Rand verläuft die Landesstraße L 213, östlich und durch das Gebiet verläuft die L 21. Im nördlichen Bereich des Gebietes verlaufen die B 109 und im südlichen Bereich die B 96 westlich.